# Mapalé
El Mapalé es un ritmo afrocolombiano de danza. Su nombre proviene del pez teleósteo Cathorops mapale, cuyos movimientos eran muy rápidos fuera del agua, en la playa, se comparan con la agilidad y fuerza de quienes danzan.Es también popular en Ecuador, especialmente en el litoral.

## Estilo de baile
Este baile  es muy difícil ya que  se necesita de fuerza y disciplina para hacerlo. Este baile nació como canto y danza de labor de los pescadores de baño, que se realizaba, acompañado de tambores, como diversión en la noche, después de terminar la jornada. Surgió en la costa del Caribe colombiano gracias a la influencia cultural de los africanos traficados como esclavos durante la conquista de América y que, cuando conseguían huir de sus captores fundaban quilombos o comunidades en lugares alejados, como el Palenque de San Basilio, donde afirmaban su herencia cultural. Nacido en el Caribe, fue introducido en tiempos pretéritos a lo largo de las orillas del río Magdalena. Actualmente se baila también en comunidades afrocolombianas del Pacífico y de la costa ecuatoriana.
El mapale es un baile que todos lo pueden hacer. En sus orígenes la danza de labor fue ejecutada en las noches y acompañada con toques de tambores yamaró y quitambre, las palmas de las manos y el canto. Con posterioridad se produjo una transformación de su temática, atribuyéndole un énfasis de regocijo con carácter sexual y asignándole la evolución frenética que hoy presenta. La coreografía actual mantiene rasgos de su esencia africana en la parafernalia, tanto en el vestuario, que es en extremo sencillo, como en la presencia del machete, instrumento de trabajo utilizado para el procesamiento del pescado. Hay unas definiciones difundidas, algunas de las cuales indican que el ritmo proviene de un festival por la abundancia del pez.
Es Un género musical Tipo De La Región Caribe Colombiana. Este ritmo tiene características propias africanas que se debe a que los españoles llevaron esclavos africanos a estas tierras, por medio de este baile se representa el erotismo de la unión entre el hombre y la mujer. El mapalé cuenta con movimientos fuertes y alegres.

## Vestimenta
- Vestuario del Hombre.

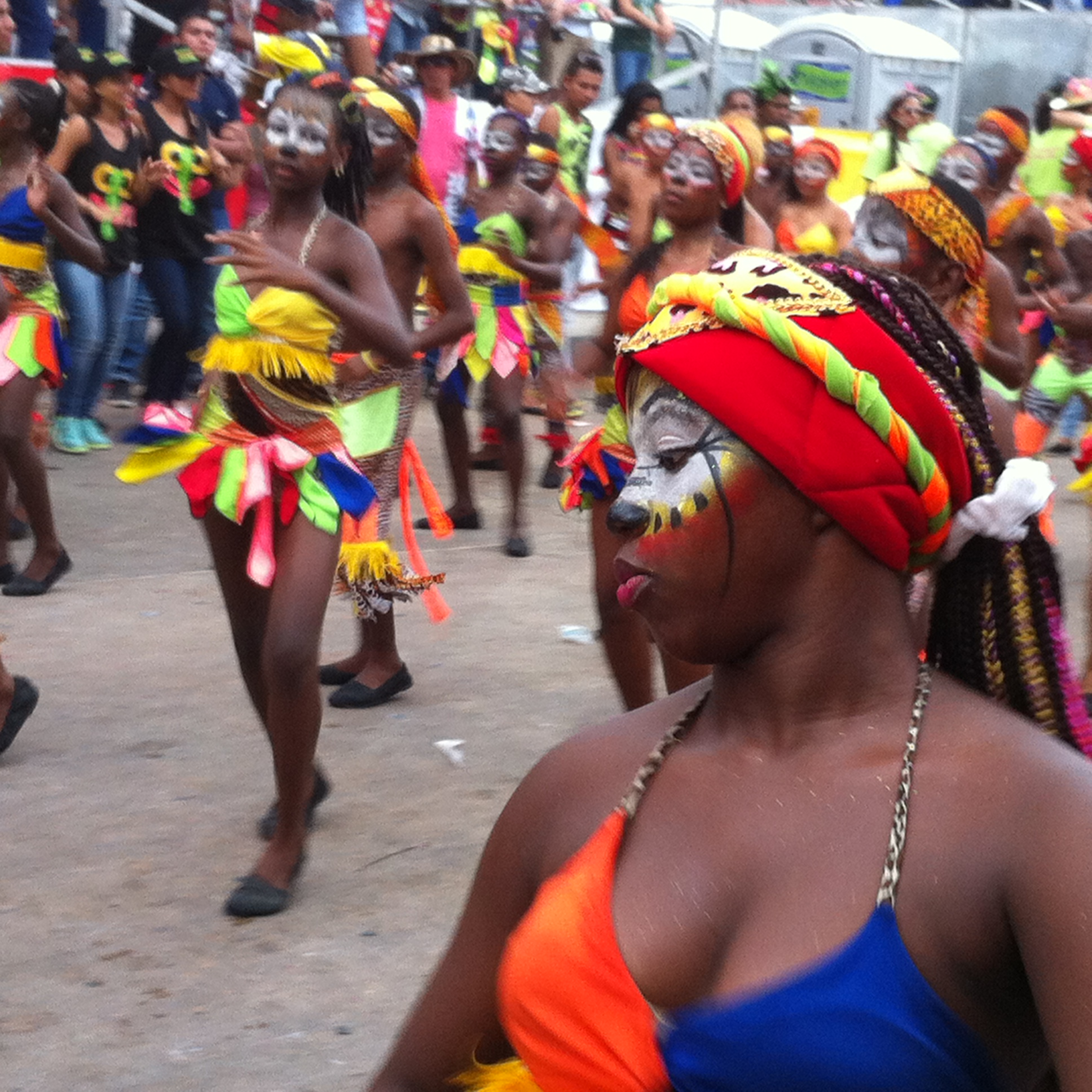
Danza del Mapalé en el Carnaval de Barranquilla.

Lleva un pantalón que llega a la altura de los talones, y cachucha en ocasiones adornada con flequillos o arandelas en la boca de la pierna. El vestuario, tanto de hombre como de mujer, va de acuerdo a la danza y puede presentar variaciones de un grupo a otro. 
- Vestuario de la mujer.

Usualmente en las danzas del negro las mujeres llevan faldas cortas, con flequillos o volantes pequeños que adornan el movimiento acelerado de sus caderas. Lucen zapatos planos o van descalzas y llevan turbantes de banderas en la cabeza.

## Baile
En el mapalé las parejas danzan sueltas o pegadas alternativamente. Se baila con pasos cortos, ritmo muy acelerado y con palmoteo constante de los bailarines. Las rutinas se inician formado dos filas, una frente a la otra, en un enfrentamiento entre el hombre y la mujer cuando están caldeando, para efectuar avances hacia delante y hacia atrás. Continúan con posturas de exhibición libres e individuales de los hombres con el propósito de agradar a sus parejas, quienes se turnan para corresponder los enfrentamientos.Los bailarines se mueven aceleradamente y con fuerza, saltando, cayendo, levantando los brazos, agitando hombros y caderas, siguiendo el ritmo de los tambores.
En los compases del baile, se habla de un ritmo binario, con impresionante percusión a dos tonos, con lo cual se buscaba el lucimiento de las parejas con ayuda de los instrumentos; baile típico del Caribe.

## Principales instrumentos musicales del mapalé
Tambor alegre, tambor llamador, guache o maracas y tambora.